# Irina Abyssova
Irina Alekseïevna Abyssova, née le 7 novembre 1980 à Moscou, est une triathlète professionnelle russe, championne du monde d'aquathlon (2013) et sextuple championne de Russie (2003, 2007, 2009, 2010, 2012 et 2014).

## Biographie
Irina Abyssova est détectée et admise comme jeune athlète exceptionnelle, quand à l'âge de six ans elle entre dans la section aquatique  du village olympique de Moscou. À treize ans, elle entre à l'école des sports d'élite la Pionner Palace et deux ans plus tard, rejoint la prestigieuse MCCYOP, école professionnelle pour les athlètes en préparation des jeux olympiques. En 1999, elle est décorée du  titre de « Maître des Sports " (мастер спорта) de l'université des sports de Moscou (maintenant РГУФКСиТ). Elle est membre de l'équipe nationale de Russie.
En 2001 elle remporte l’épreuve longue distance de natation en eau libre et une médaille d'argent sur 10 kilomètres à Fukuoka. En 2002,  elle ressent que  sa carrière de nageuse touche à sa fin et se tourne vers le triathlon. Elle remporte le championnat de Russie l'année suivante. En 2003, elle rejoint le club de sport Ozerki (СК Озёрки) et termine ses études universitaires. En 2005, un an après être devenue mère, elle remporte le championnat de triathlon d'hiver russe et fait partie également de la section élite du club allemand TUS Griesheim. 
Elle participe aux Jeux olympiques de Pékin en 2008, mais elle subit un grave accident pendant la partie vélo, grièvement blessée, elle ne peut terminer la compétition. En 2009, elle fait partie de la section élite du club français Fougères TOC avec d'autres recrues internationales, mais elle ne participe pas au Grand Prix de triathlon de la Fédération française de triathlon (FFTri). 
De 2003 à 2010, Irina Abyssova participe à 51 compétitions de la Fédération internationale de triathlon (ITU) et termine seize fois dans le « Top 10 » . En 2012, elle  participe au triathlon olympique des Jeux olympiques d'été de 2012 et finit à la 13e place. En 2013 elle remporte le championnat du monde d'aquathlon à Londres.

## Palmarès
Le tableau présente les résultats les plus significatifs (podium) obtenus sur le circuit national et international de triathlon depuis 2003,.
| Année | Compétition                                        | Pays        | Position      | Temps           |
| ----- | -------------------------------------------------- | ----------- | ------------- | --------------- |
| 2014  | Championnat de Russie                              | Russie      |               | 1 h 56 min 31 s |
| 2013  | Championnat de Russie                              | Russie      |               | 2 h 6 min 16 s  |
| 2013  | Championnat du monde d'aquathlon                   | Royaume-Uni | Médaille d'or | 0 h 31 min 46 s |
| 2012  | Championnat de Russie                              | Russie      |               | Timing          |
| 2012  | Championnats du monde de triathlon en relais mixte | Suède       |               | 1 h 27 min 31 s |
| 2011  | Championnat de Russie                              | Russie      |               | Timing          |
| 2011  | Coupe du monde - l'étape de Tiszaújváros           | Hongrie     |               | 2 h 0 min 18 s  |
| 2010  | Championnat de Russie                              | Russie      |               | Timing          |
| 2009  | Championnat de Russie                              | Russie      |               | Timing          |
| 2009  | Coupe du monde - l'étape de Tiszaújváros           | Hongrie     |               | 2 h 0 min 52 s  |
| 2007  | Championnat de Russie                              | Russie      |               | Timing          |
| 2003  | Championnat de Russie                              | Russie      |               | Timing          |